# Rejon liwieński
Rejon liwieński (ros. Ливенский район) – rejon w zachodniej Rosji, w obwodzie orłowskim.

## Położenie

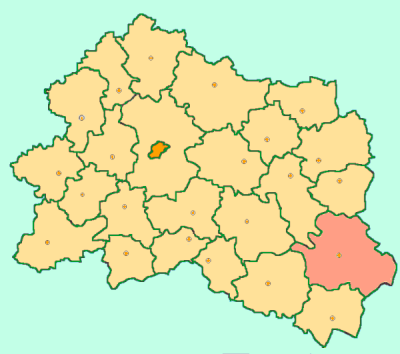
położenie rejonu w obrębie obwodu orłowskiego

Rejon, tak jak cały obwód orłowski, leży we wschodniej Europie, na terenie Wyżyny Środkoworosyjskiej.
Rejon liwieński leży w południowo-wschodniej części obwodu orłowskiego.

## Powierzchnia
Rejon ma powierzchnię 1.806,3 km.²
Teren ten stanowi niewysoka wyżyna, stanowiąca część Wyżyny Środkoworosyjskiej. Powierzchnię rejonu stanowią głównie grunty orne i lasy, złożone przede wszystkim z drzew liściastych z niewielką domieszką gatunków iglastych, które zawierają także gatunki roślin typowe dla obszarów lasostepu. Na terenie rejonu występują także skupiska roślinności stepowej.
Przez obszar rejonu przepływają liczne drobne rzeczki i strumienie. Główną rzeką rejonu - Sosna, a spośród jej dopływów największym jest Kszeń.

## Ludność
W rejonie zamieszkuje ok. 30 tys. osób; liczba ta w ostatnich latach spada w wyniku niskiego przyrostu naturalnego i emigracji zarobkowej do innych regionów Rosji, najczęściej dużych miast, zwłaszcza Moskwy.
Ponieważ wyjeżdżają głównie ludzie młodzi, średnia wieku mieszkańców rejonu jest dość wysoka.
Całą populację rejonu stanowi ludność wiejska, gdyż ośrodek administracyjny rejonu, Liwny, nie wchodzi w skład tej jednostki podziału terytorialnego, a na jej terenie brak jest innych ośrodków miejskich.
Niemal całą populację rejonu stanowią Rosjanie. Większość ludności wyznaje prawosławie, istnieje także spora liczba niewierzących, pozostała po okresie przymusowej ateizacji za czasów Związku Radzieckiego.
Gęstość zaludnienia w rejonie wynosi 16,5 os./km².

## Stolica i ośrodki osadnicze
Ośrodkiem administracyjnym jest miasto Liwny, liczące 47.221 mieszkańców (1 stycznia 2018 r.). Administracyjnie nie wchodzi ono jednak w skład rejonu i stanowi miasto wydzielone.
Na obszarze tej jednostki podziału administracyjnego znajduje się 140 punktów osadniczych - większych i mniejszych wsi, liczących od kilku do kilkuset mieszkańców.

## Gospodarka
Gospodarka rejonu, po rozpadzie ZSRR pogrążona jest w kryzysie.
Podstawowymi źródłami utrzymania dla mieszkańców rejonu jest praca w rolnictwie, przemyśle i usługach.
Głównym centrum gospodarczym i ośrodkiem przemysłowym na terenie rejonu jest jego stolica – 
miasto
Liwny, administracyjnie nie zalicza się ono jednak do rejonu.
Także w innych większych ośrodkach osadniczych na terenie rejonu znajduje się drobny przemysł spożywczy, który stanowią niewielkie zakłady, zatrudniające po kilka - kilkanaście osób (jak piekarnie czy masarnie), produkujące głównie na rynek lokalny, a także niewielki przemysł włókienniczy (jak szwalnie) i budowlany.
Duże znaczenie w gospodarce rejonu odgrywa rolnictwo, któremu sprzyjają korzystne warunki klimatyczne i glebowe. Najczęściej uprawiane są zboża, głównie kukurydza i pszenica, w mniejszym stopniu żyto, a także konopie siewne, buraki cukrowe, rośliny pastewne oraz ziemniaki i warzywa, a także, na niewielką skalę - owoce.
Hodowla obejmuje głównie bydło i trzodę chlewną, a także drób, a w mniejszym zakresie – owce i kozy.

## Rys historyczny
Historia ziem wchodzących w skład rejonu
liwieńskiego
jest zbieżna z historią całego obwodu orłowskiego. Jako odrębna jednostka administracyjna rejon został utworzony w 
1928
roku.

## Klimat
W rejonie panuje klimat umiarkowany ciepły, o charakterze kontynentalnym. 
Zima jest niezbyt długa i dość ciepła (średnia temperatura stycznia to ok. -7°C), zaś lato długie i ciepłe (średnia temperatura lipca to nieco ponad +19°C).
W rejonie notuje się dość wysoki poziom opadów, głównie w postaci deszczu, którego największe nasilenie przypada na czerwiec.